# Stade Général Pablo Rojas
L'Estadio General Pablo Rojas (français : Stade Général Pablo Rojas) est un stade de football situé dans la ville d'Asuncion, la capitale paraguayenne. Il est appelé couramment « La Olla Monumental » et sa capacité est de 33 000 spectateurs.

## Compétitions sportives
Le stade Général Pablo Rojas sert d'enceinte à l'un des clubs de la ville, le Cerro Porteño, et il accueille notamment des matchs de la Copa América 1999.
Il a accueilli la finale de la Copa Sudamericana 2024.